# Кошельовка
Кошельо́вка (рос. Кошелёвка) — село складі Спаського району Пензенської області, Росія.
Населення — 452 особи (2010; 470 у 2002).
Національний склад станом на 2002 рік:
- росіяни — 95 %